# Kérgező mohaállat
A kérgező mohaállat (Plumatella repens) a szájfedősök (Phylactolaemata) osztályának Plumatellida rendjébe, ezen belül a Plumatellidae családjába tartozó faj.

## Előfordulása
A kérgező mohaállat meglehetősen gyakori, Közép-Európában a legközönségesebb mohaállatfaj.

## Megjelenése
A kérgező mohaállat villásan elágazó, barnás kitincsöveket képez, melyek laposan rögzülnek az aljzat felületéhez vagy füzérszerűen a szabad vízbe nyúlnak. Az egyes csövek elérik a 3-5 centiméter hosszúságot, olykor hosszabbak. A csövek nyílásaiban jelennek meg a körülbelül 1-2 milliméter nagy, fehér tapogatókoszorúk, melyek pilláikkal apró planktonszervezeteket sodornak a szájnyíláshoz.

## Hasonló faj
A Plumatella fungosa csövei többnyire éllel rendelkeznek, a statoblasztok pedig feltűnően hosszúak és keskenyek.

## Életmódja
A kérgező mohaállat álló- és folyó, tiszta vagy mérsékelten szennyezett vizek lakója. Gyakran megtalálható a tündérrózsa levelei alatt.

## Szaporodása
A kérgező mohaállatnak lárvaállapota nincs, ősszel azonban a csövek sűrűn megtelnek statoblasztokkal. E sajátos képződmények csak az édesvízi mohaállatok sajátosságai. Telelésre, illetve a kellemetlen környezeti hatások elviselésére szolgálnak.